# Gilbert Gribomont
Gilbert Edouard François Gribomont (Neufchâteau, 13 oktober 1926 — Montigny-le-Tilleul, 20 december 2018) was een Belgisch volksvertegenwoordiger en senator.

## Levensloop
In 1951 gepromoveerd tot doctor in de rechten aan de Université catholique de Louvain, vestigde hij zich in Neufchâteau als advocaat. Hij werd stafhouder van de balie.
Voor de PSC werd Gribomont in 1965 verkozen tot lid van de Kamer van volksvertegenwoordigers voor het arrondissement Neufchâteau-Virton en vervulde dit mandaat tot in 1968. Vervolgens zetelde hij van 1968 tot 1974 in de Senaat als provinciaal senator voor Luxemburg.